# Les Pérégrins
Les Pérégrins (Bieguni) est un roman de l'auteure polonaise Olga Tokarczuk, publié en 2007.
Le roman est traduit en français en 2010. À l'origine en polonais (il a paru premièrement sous le titre "Bieguni"), il a été par la suite été traduit en anglais en 2018 par Jennifer Croft sous le titre Flights. L'action du roman se passe entre le XVIIe et le XXe siècle. Il s'agit d'une "réflexion philosophique sur le voyage contemporain"

## Résumé
Le roman,, est une œuvre composite : 116 vignettes, voyages (pérégrinations) de pérégrins à la rencontre d'autres pérégrins, à diverses époques (1600-2005), en divers lieux (Pologne, Saint-Pétersbourg, Amsterdam, Leipzig, île de Vis (Croatie), New-York, Nouvelle-Zélande...), par divers modes de communication (marche, bateau, bus, métro, train, avion, internet...). Les lieux de rencontre sont des bars, des hôtels, des gares, des aéroports, des musées, des réseaux...
Quelques-unes des vignettes sont fictionnelles, et les autres se basent sur un fait (par exemple, l'histoire de l'anatomiste hollandais Phillip Verheyen (Lettres à la jambe amputée) qui a découvert les tendons d'Achille, ou l'histoire de Ludwika Jedrzejewicz, la sœur du compositeur polonais Frédéric Chopin, qui a transporté son cœur à Varsovie),. On retrouve également Frederik Ruysch et sa fille Charlotta, Angelo Soliman à travers Joséphine Soliman von Feuchtensberg (Lettres à François Ier, empereur d'Autriche), et divers anonymes, dont la vieille pérégrine anonyme qui hante la gare de Vorkouta... Ces vignettes sont toutes narrées par la même voix "féminine d'une voyageuse anonyme",,.
Le voyage, à la recherche de soi-même, concerne les humains, mais aussi les animaux (papillons épinglés, baleines échouées...), les végétaux, les bactéries. « Quiconque s'arrête de bouger sera pétrifié ». Les voyageurs croisés s'intéressent à la conservation des corps, aux pièces anatomiques conservées, aux animaux naturalisés, aux corps plastinés, aux écorchés, aux cabinets de curiosités.
L'espoir final, ou la promesse, est de « renaître, peut-être, mais cette fois au bon moment et au bon endroit », selon le kairos.

## Réception

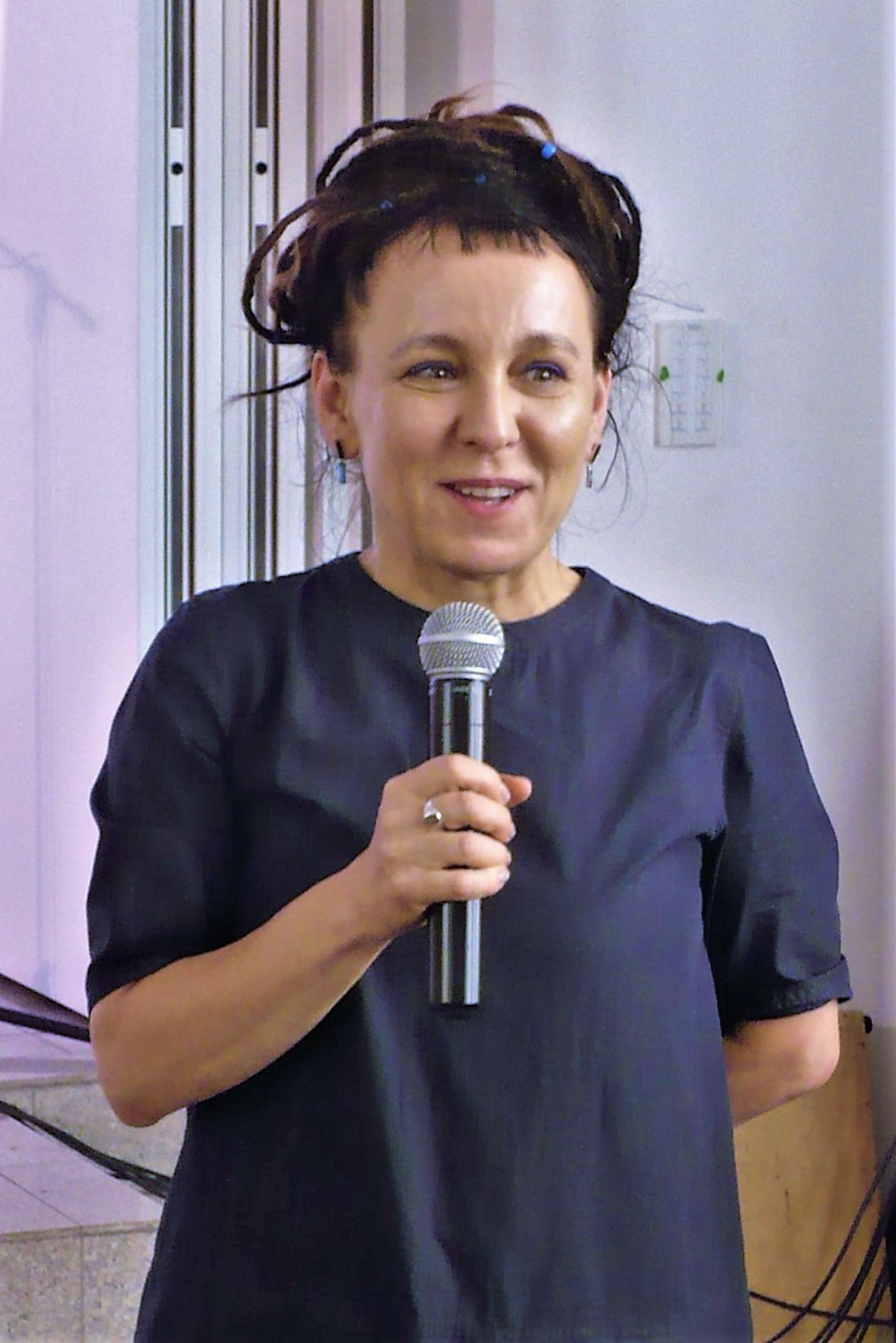
Olga Tokarczuk en 2018.

Les recensions francophones sont enthousiastes,,.
En anglais, Kirkus Reviews a constaté que le livre a été "une introduction bienvenue à l'auteur majeur et le plaisir pour les fans de la littérature européenne contemporaine."The Guardian l'a décrit comme "extraordinaire" et "cri du cœur passionnant et adorablement discursif pour la connectivité évocative". Stylistiquement, l'œuvre de Tokarczuk a été comparée aux écrits de W.G. Sebald, Milan Kundera et Lászlo Krasznahorkai, parmi les autres. Parul Sehgal de New York Times a dit de la narratrice de Tokarczuk qu'elle est "...évasive à la manière de l'héroïne de Rachel Cusk dans la "Trilogie Outline".

## Récompenses
En 2008, la version polonaise du livre a remporté le prix Nike, le prix littéraire le plus important de Pologne.
En 2018, la traduction anglaise du livre a remporté le Prix international Man Booker. La présidente du jury Lisa Appignanesi a décrit Tokarczuk comme "une écrivaine de superbe subtilité, imagination et panache littéraire". Tokarczuk et sa traductrice Jennifer Croft ont partagé le prix de 50,000 £. Le site agrégateur des critiques Book Marks a rapporté que 53% des critiques ont donné au livre une appréciation "rave", tandis que les autres 47 % ont exprimé les impressions "positives" en se basant sur un échantillon de 19 critiques.